# Selves pluvials montanes de Nova Bretanya i Nova Irlanda
Les selves tropicals montanes humides de Nova Bretanya i Nova Irlanda són una ecoregió de boscos tropicals pluvials a Papua Nova Guinea. L'ecoregió inclou les selves tropicals de muntanya de les illes de Nova Bretanya i Nova Irlanda, que es troben al nord-est de Nova Guinea.

## Geografia
L'ecoregió inclou les selves tropicals montanes de Nova Bretanya i Nova Irlanda, dues grans illes de l'arxipèlag de Bismarck situades al nord-est de Nova Guinea. Inclou les parts d'ambdues illes per sobre dels 1.000 metres d'altitud.
Nova Bretanya és l'illa més gran de l'ecoregió, amb una superfície de 36.520 km². Nova Irlanda és la segona més gran, amb una superfície de 7.404 km². L'arxipèlag està format principalment per roques volcàniques, amb extenses zones de pedra calcària. Diversos dels volcans de l'ecoregió encara estan actius. Les illes són generalment muntanyoses. El punt més alt de Nova Bretanya és el Mont Ulawun, amb 2.334 m, i el punt més alt de Nova Irlanda és el Mont Taron, amb 2.340 m. La serralada Nakanai a l'est de Nova Bretanya està formada per carst calcari, amb grans coves i dolines que alberguen sistemes fluvials subterranis. Les selves tropicals montanes estan envoltades a elevacions més baixes per l'ecoregió de les selves tropicals de terres baixes de Nova Bretanya i Nova Irlanda.

## Clima
L'ecoregió té un clima tropical humit de muntanya. La precipitació anual varia de 3.000 a 6.000 mm, depenent de la ubicació. La temperatura generalment disminueix amb l'altitud, la humitat augmenta i la boira i els núvols són comuns.

## Flora
La vegetació predominant a l'ecoregió és la selva tropical montana. La transició de la selva tropical de terres baixes a la selva tropical montana és gradual. Per sobre dels 1.000 metres d'altitud, la composició de les espècies i l'estructura del bosc canvien. Els boscos montans generalment tenen una capçada més baixa que els boscos de terres baixes i no tenen arrels reforçades, i molts arbres tenen fulles més petites, brillants i de color verd fosc, anomenades lauròfil·les o lucidòfil·les. Abunden els epífits, com ara molses, líquens i orquídies. Els sòls generalment són més rics en humus que els sòls de terres baixes.
Els arbres comuns dels boscos montans inclouen Castanopsis acuminatissima, Nothofagus starkenborghiorum i la conífera Agathis robusta subsp. nesophila a Nova Bretanya, i espècies de Syzygium, Ilex cymosa i Magnolia tsiampacca. Castanopsis acuminatissima és predominant als boscos montans de Nova Bretanya i Nova Guinea, però majoritàriament absent de Nova Irlanda. En algunes parts de l'altiplà central de Nova Bretanya, el Nothofagus starkenborghiorum forma grans poblacions de diversos quilòmetres quadrats, incloent-hi una de 60.000 hectàrees a l'altiplà de Nakanai. Aquestes poblacions sovint tenen un sotabosc escàs compost principalment per falgueres. El Metrosideros salomonensis domina els boscos d'alta muntanya de Nova Irlanda.

## Fauna
L'ecoregió té 45 espècies de mamífers. La majoria són ratpenats, i la resta són múrids o marsupials.
Hi ha tres espècies d'ocells endèmics: L'astor de Nova Bretanya, el camperol de Nova Bretanya i el menja-mel de Nova Bretanya. Hi ha 27 espècies quasi-endèmiques, algunes de les quals també habiten l'ecoregió circumdant de les selves pluvials de les planes baixes de Nova Bretanya-Nova Irlanda.

## Àrees protegides

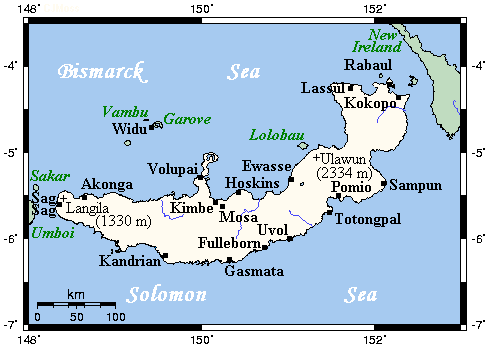
Principals volcans de Nova Bretanya, en lletra de color negre.

Una avaluació del 2017 va trobar que 65 km2, o menys de l'1%, de l'ecoregió es troben en zones protegides. En aquell moment la meitat de la zona no protegida encara era boscosa.